# Марино Фальеро (опера)
«Марин(о) Фальеро» (итал. Marin Faliero) — трагическая опера (итал. dramma tragico) в трёх актах итальянского композитора Гаэтано Доницетти. Итальянское либретто Дж. Э. Бидера. В основу либретто легли одноимённые произведения Байрона («Марино Фальеро, дож венецианский», 1821) и Делавиня (1829). 
Премьера оперы состоялась 12 марта 1835 года в Итальянском театре в Париже. Продолжительность — около 2,5 часов.

## Действующие лица
- Марино Фальеро, дож Венеции (бас)
- Исраэле Бертуччи, начальник Арсенала (баритон)
- Фернандо, племянник дожа (тенор)
- Стено, патриций, член Совета Сорока (баритон)
- Леоне, патриций, член Совета Десяти (тенор)
- Елена, жена дожа (сопрано)
- Ирена, придворная при Елене (сопрано)
- Винченцо, слуга дожа (тенор)
- гондольер (тенор)
- Бельтрамо, скульптор, заговорщик (бас)
- Пьетро, гондольер, заговорщик (бас)
- Строцци, рыбак, заговорщик (бас)
- Марко, сын Израэля, заговорщик (тенор)
- Арриго, сын Израэля, заговорщик (тенор)
- Джованни, сын Израэля, заговорщик (бас)
- Суд патрициев, Совет Десяти, дворяне, торговцы, рыбаки, слуги, солдаты (хор)

## Либретто
Действие оперы происходит в Венеции в 1355 году. Елена, жена дожа Марино Фальеро, отвергшая ухаживания патриция Стено, обвинена им в супружеской измене. Также Стено оскорбляет Исраэле Бертуччи, начальника венецианского арсенала, в присутствии его рабочих, и должен быть за это наказан. Тайный любовник Елены, Фернандо, племянник дожа, хочет уехать из города, чтобы отвести от неё дальнейшие подозрения. Однако Стено повторно оскорбляет Елену, и Фернандо вызывает его на дуэль. Во время поединка юноша смертельно ранен. Дож Фальеро не подозревая об измене жены, горит желанием отомстить Стено. Он организует в Венеции заговор, с целью упрочить и расширить свою власть над городом, в том числе и чтобы покарать своих врагов. Леони, один из знатнейших патрициев Венеции, на заседании совета Десяти, обвиняет Фальеро в том, что он подкупил простой народ, чтобы сеять смуту в городе. На судебном заседании дож и другие руководители заговора приговариваются к смерти. Когда Фальеро прощается с женой, Елена признаётся ему в своей неверности, и Фальеро её прощает. При сигнале, возвещающем, что казнь состоялась, Елена падает без чувств.

## Инструменты
При исполнении оперы используются следующие музыкальные инструменты:
- Деревянные духовые инструменты: флейта-пикколо, две флейты, два гобоя, два кларнета, два фагота
- Медные духовые инструменты: четыре рожка, два горна, три тромбона
- Струнные смычковые музыкальные инструменты
- Большой барабан, литавры, малый барабан, колокол